# Buathra luculenta
Buathra luculenta är en stekelart som först beskrevs av Cameron 1905.  Buathra luculenta ingår i släktet Buathra och familjen brokparasitsteklar. Inga underarter finns listade.